# 16世纪末俄罗斯危机
波魯哈（俄語：Поруха）是指16世纪下半叶，俄罗斯沙皇國遭受的一场经济和社会危机，結果該國出現饥荒、人口减少並且大量农田因無人耕種而荒蕪。此時俄羅斯沙皇國又卷入立窩尼亞戰爭。此次危机被认为是俄罗斯混乱时期的前兆之一。 